# Brezovac (żupania sisacko-moslawińska)
Brezovac – wieś w Chorwacji, w żupanii sisacko-moslawińskiej, w mieście Novska. W 2011 roku liczyła 9 mieszkańców.